# Керкелинг, Хапе
Хапе Керкелинг (нем. Hape Kerkeling, полное имя нем. Hans-Peter Wilhelm Kerkeling; род. 9 декабря 1964[…], Реклингхаузен, Северный Рейн-Вестфалия, ФРГ) — немецкий комик, писатель, телеведущий, актёр и певец.

## Биография
Сын плотника и продавщицы в цветочном магазине. Рано, в восьмилетнем возрасте лишился матери, затем воспитывался в семье деда-нидерландца.
В 1984 году окончил гимназию Марии Кюри в Реклингхаузене. Ещё в гимназии вместе с товарищами создал группу «Здоровая еда» и записал звуковую пластинку «Гавайи».
Телевизионная карьера началась с неудачи: в 1977 году, 12-летним ребёнком он принял участие в отборе на роль ребёнка в скетче «Рождество с Хопенштедтами» у режиссёра Лорио, но эту роль в конечном счёте получила Катя Богдански.
В возрасте 17 лет принял участие в телевизионном шоу талантов.
В 1984 году получил свой первый приз.
Прорыв в карьере произошёл в 1985-86 годах, когда он стал ведущим телевизионного комедийного шоу «Кенгуру».

## Фильмография
Horst Schlämmer — Isch kandidiere! (2009)
Samba in Mettmann (2004)
Tobias Totz und sein Löwe (1999)